# Blutsabbath
Albums de Belphegor
The Last Supper
(1995) Necrodaemon Terrorsathan
(2000)
Blutsabbath est le deuxième album studio du groupe de black metal autrichien Belphegor. L'album est sorti en octobre 1997 sous le label Last Episode Records.

## Liste des morceaux
| No | Titre                      | Durée |
| -- | -------------------------- | ----- |
| 1. | Abschwörung                | 3:40  |
| 2. | Blackest Ecstasy           | 4:07  |
| 3. | Purity Through Fire        | 3:07  |
| 4. | Behind the Black Moon      | 3:03  |
| 5. | Blutsabbath                | 5:58  |
| 6. | No Resurrection            | 3:48  |
| 7. | The Requiem of Hell        | 4:14  |
| 8. | Untergang der Gekreuzigten | 3:03  |
| 9. | Path of Sin                | 4:57  |